# 妻子們的戰爭
《妻子們的戰爭》是一部台灣電視劇，2010年3月開始拍攝，6月29日舉行開鏡儀式，9月4日劇組殺青，9月5日拍攝完畢，9月18日開始播出預告，9月27日首映記者會，10月4日開始每週一至週五晚上八點於中視播出。製作單位為全能製作公司。

## 劇情大綱
杜偉傑（江宏恩飾）是杜爾企業負責人高佩汝（柯淑勤飾）與杜方谷（沈孟生飾）所生的獨子，與曾可倩（周幼婷飾）結婚，婚後發現可倩得了子宮頸癌，不得不把子宮切除，切除手術之後無法生育，可倩希望自己能替杜家、替偉傑生一個屬於他們自己的孩子，因此聽從母親陳樹蓉（林秀君飾）的建議，開始尋找代理孕母幫忙生孩子，孫可佳（陳仙梅飾）為了幫從小到大的好朋友賴士康（陳志強飾）湊出300萬的和解金，主動應徵當可倩的代理孕母。
可倩與可佳都不知道，她們其實是同父異母的姊妹，當年曾克楚（艾偉飾）為了事業而娶了樹蓉，並生下可倩，他在婚後仍然忘不了女友楊秋心，常常與秋心見面，結果還與秋心生下了可佳。樹蓉為贏回丈夫的心，不惜在秋心的心臟手術上動手腳，害死秋心，後來可佳被秀鳳（孟庭麗飾）收養，在秀鳳的細心照料之下長大，成了一位清秀佳人。
可佳向可倩坦承國中時期被高中生用藥物迷昏後又加以強暴的事情，可倩猜測可佳可能是偉傑高中所目睹被學長強暴的女生，於是去了可佳所讀的國中拿到可佳當時的學生照，偉傑看了照片之後驚訝到昏迷不醒，得了暫時性的失憶症，在可倩的細心照料之下康復。偉傑想彌補可佳，所以細心照顧懷孕的可佳，竟讓可佳對他產生了情愫……
杜偉伶（夏如芝飾）是偉傑的妹妹，平日生活重心只有丈夫劉顯耀（張天霖飾）與女兒雅欣（陳詩穎飾），並幫忙丈夫經營花店。因為花店經營不善，佩汝要顯耀收掉花店，到杜爾SPA上班，引起顯耀的不滿。有天顯耀在替客人黃家輝（鄒顥飾）佈置花園時，意外得知黃家輝（鄒顥飾）會毆打女友秦美璇（曾莞婷飾），於是熱心的幫助美璇脫離家輝的掌控，並介紹美璇到SPA上班，兩人不知不覺互相吸引，因而產生了不尋常的曖昧情愫……（後續發展如何？請看中視八點檔）。

## 演員表

### 杜家
| 角色   | 演員                             | 角色介紹、關係 |
| 杜偉傑 | 江宏恩 幼年：傅顯皓 高中：陳泰源 | 杜爾企業總經理 方谷與佩汝的兒子，偉伶的哥哥 可倩的丈夫 因國中時目睹可佳被學長強暴未制止而心懷愧疚，與可佳產生感情糾葛                                                                                              |
| 杜偉伶 | 夏如芝 幼年：鄭伃庭              | 方谷與佩汝的女兒，偉傑的妹妹 顯耀的妻子，與其育有一女雅欣 遭顯耀背叛婚姻 曾被顯耀誤會並提出離婚，導致高血壓發作變成植物人，後甦醒 與顯耀離婚後帶雅欣到上海唸書                                                     |
| 高佩汝 | 柯淑勤                           | 杜爾企業董事長 方谷的妻子，與其育有一子偉傑、一女偉伶 可倩的婆婆 顯耀的岳母 典型的豪門女主人，行事作風強硬，一手打理杜家內外大小事 曾設計顯耀與美璇再度發生婚外情，使顯耀、偉伶離婚 因發現可佳害死安安，被氣到昏迷 |
| 杜方谷 | 沈孟生                           | 佩汝的丈夫，與其育有一子偉傑、一女偉伶 可倩的公公 顯耀的岳父 杜爾連鎖法式餐廳行政主廚，最拿手的卻是江浙菜 |
| 杜子安 | 江婧慈                           | 偉傑與可倩的兒子 為代理孕母可佳所生 被可佳及小曼害死 |
| 杜佳安 | 劉晉瑋                           | 偉傑與可倩的兒子 為代理孕母可佳所生 |

### 曾家
| 角色   | 演員                | 角色介紹、關係 |
| 曾可倩 | 周幼婷 幼年：蔡昀琦 | 克楚與樹蓉的女兒 可佳同父異母的姊姊 偉傑的妻子 因子宮頸癌切除子宮而導致不能生育                                                                                                  |
| 陳樹蓉 | 林秀君              | 醫師 克楚的妻子，與其育有一女可倩 逼醫師張大誠在手術時害死可佳的母親秋心，導致張大誠的兒子張肇陽與可佳對其報復 間接害死的可佳養母秀鳳 為避免可佳被仇恨蒙蔽走入歧途，最後以死謝罪 |
| 曾克楚 | 艾偉 （客串）       | 樹蓉的丈夫 為了家族事業娶了樹蓉，婚後外遇，外遇對象是以前的女友秋心 可倩及可佳的父親 在可倩幼時即過世                                                                            |

### 孫家
| 角色   | 演員                      | 角色介紹、關係 |
| 孫可佳 | 陳仙梅 幼年：李恩、李映萱 | 克楚與秋心的女兒 可倩同父異母的妹妹，也是其代理孕母 秀鳳的養女，跟著養父姓孫 因怨恨可倩母女及偉傑而有目的性的介入可倩、偉傑之間 |
| 蔡秀鳳 | 孟庭麗                    | 可佳的養母，半身不遂 丈夫已過世 與陳樹蓉發生爭執，追逐過程不慎摔下邊坡過世                                                      |
| 賴士康 | 陳志强 幼年：黃嘉慶       | 綽號「澎康A」 可佳的青梅竹馬，非常喜歡可佳 年輕時曾混黑道而坐牢 認秀鳳為乾媽                                                    |

### 劉家
| 角色   | 演員   | 角色介紹、關係                                                                            |
| 劉顯耀 | 張天霖 | 原經營花店，結束花店營業後改任職於杜爾護膚SPA中心 偉伶的丈夫，與其育有一女雅欣 與美璇外遇 |
| 劉雅欣 | 陳詩穎 | 顯耀與偉伶的女兒                                                                          |

### 其他
| 角色          | 演員                | 角色介紹、關係                                                                                   |
| 楊秋心        | 張昌緬              | 克楚的情婦 可佳生母 動手術時被陳樹蓉買通醫師害死                                                 |
| 金姊          | 何曼寧              | 酒店小姐的領班                                                                                   |
| 黃家輝        | 鄒少官              | 美璇的男友，會毆打美璇                                                                           |
| 秦美璇        | 曾莞婷              | 杜爾SPA護膚美容中心美容師 顯耀的外遇對象，對其非常癡情 最後去美國                                |
| 楊清芸        | 黄雅珉              | 杜爾SPA護膚美容中心總管，協助顯耀打理SPA中心 佩汝的高中同學                                      |
| 江威          | 翁國豪              | 英文名師 可佳的第一任英文家教                                                                    |
| 張肇陽        | 蕭景鴻              | 當初幫楊秋心手術的醫師張大誠的兒子，認為陳樹蓉虧欠其父而欲對樹蓉報復 可佳的第二任英文家教        |
| 粘明郎        | 劉佳旺 尤琮銘(少年) | 強暴可佳的人 偉傑的高中學長 最後因車禍神智不清住在療養院                                         |
| 梅立文        | 余秉諺              | 顯耀及偉伶的大學學長 喜歡美璇                                                                    |
| 梅人博        | 兵承育              | 梅立文的兒子                                                                                     |
| SPA副總       | 朱政麒              | 面試官                                                                                           |
| 徐董          | 王希華              | 可佳在酒店上班時認識的客人，很喜歡可佳                                                           |
| Apple         | 呂佳純              | 杜爾SPA護膚美容中心美容師                                                                        |
| 金小曼        | 錢帥君              | 陳樹蓉手帕交金善熙的姪女，從小父母雙亡 與可佳綁架安安以勒索杜家，卻意外將安安悶死 最後被可佳害死 |
| 范總裁        | 管謹宗              | 澳洲最大餐飲業萬達集團總裁                                                                       |
| 范筱薇        | 林利霏              | 范總裁的女兒 偉傑大學時候的學妹，一直很喜歡偉傑 住在紐西蘭                                       |
| Elva (黃明香) | 賴薇如              | 杜爾SPA護膚美容中心美容師 發現可佳害死安安的事                                                   |
| Jerry         |                     | 可倩在美國的心理學指導教授                                                                       |
| 阿芝          |                     | 可佳找來的代理孕母                                                                               |
| Jody          | 黃資晴              |                                                                                                  |

## 電視劇歌曲
| 類型   | 歌名     | 主唱   | 作詞     | 作曲     |
| 片頭曲 | 問       | 陳淑樺 | 李宗盛   | 李宗盛   |
| 片尾曲 | 錯的人   | 蕭亞軒 | 吳克羣   | 吳克羣   |
| 插曲   | 58°寂寞  | 符瓊音 | 劉虞瑞   |          |
| 插曲   | 幸福台階 | 周逸涵 | 何厚華   | 沈志煒   |
| 插曲   | 再見太難 | 利得彙 | 閻韋伶、 | 閻韋伶、 |

## 播出時間
- 10月4日開始播出，原訂週一至週五每日晚間8點到10點播出2小時（含廣告），共60集，因播出後首週收視率不佳，臨時決定從10月14日第9集開始，將本劇改為週一至週五每日晚間8點到9點播出1小時（含廣告），並對劇情稍作刪剪。

- 從11月1日第21集開始，本劇改為週一至週四晚間8點到9點播出1小時（含廣告）。從11月22日第33集開始，應觀眾熱烈要求，本劇改為週一至週四晚間8點到10點播出2小時（含廣告）。

- 從12月8日第43集開始，本劇改為週一至週四下午4點到5點播出1小時（含廣告）。

## 每週收視率
- 週一至週五（週四）晚間首播平均收視率

| 播映日期                 | 週數     | 平均收視率 | 排名 | 集數  | 備註                            |
| ------------------------ | -------- | ---------- | ---- | ----- | ------------------------------- |
| 2010年10月4日－10月8日   | 1        | 0.61       | 4    | 01-05 |                                 |
| 2010年10月11日－10月15日 | 2        | 0.84       | 4    | 06-10 | 10月14日起，播出60分鐘          |
| 2010年10月18日－10月22日 | 3        | 0.76       | 4    | 11-15 |                                 |
| 2010年10月25日－10月29日 | 4        | 0.74       | 4    | 16-20 |                                 |
| 2010年11月1日－11月4日   | 5        | 0.68       | 6    | 21-24 | 11月1日起，縮短為週一至週四播出 |
| 2010年11月8日－11月11日  | 6        | 0.56       | 6    | 25-28 |                                 |
| 2010年11月15日－11月18日 | 7        | 0.60       | 5    | 29-32 |                                 |
| 2010年11月22日－11月25日 | 8        | 0.55       | 5    | 33-36 | 11月22日起，播出120分鐘         |
| 2010年11月29日－12月2日  | 9        | 0.50       | 5    | 37-40 |                                 |
| 2010年12月6日－12月7日   | 10       | 0.45       | 5    | 41-42 | 延後半小時播出，播出90分鐘      |
| 平均收視                 | 平均收視 | 0.63       | -    | -     | -                               |

- 同時段節目：
  - 三立台灣台《天下父母心／家和萬事興》
  - 民視《夜市人生》
  - 台視：
    - 週一～四《李小龍傳奇／家有四千金》
    - 週五《百萬小學堂》

  - 華視：
    - 週一～五《包青天》
    - 週一～四《老大的幸福／包青天》
    - 週五《台灣真好康》

  - 大愛《清秀家人／一閃一閃亮晶晶》
- 由AGB尼爾森調查，調查範圍是四歲以上收看電視之觀眾。
- 資料來源：中時娛樂
- 2010年12月8日起，改為每週一至週四下午16:00-17:00首播

## 外部連結
- 官方网站－中視
- 妻子們的戰爭的Facebook專頁

## 作品的變遷
| 中視數位台 八點全家劇場 每週一至週五 20:00 11/01起，縮短為週一至週四播出 | 中視數位台 八點全家劇場 每週一至週五 20:00 11/01起，縮短為週一至週四播出 | 中視數位台 八點全家劇場 每週一至週五 20:00 11/01起，縮短為週一至週四播出 |
| ------------------------------------------------------------------------ | ------------------------------------------------------------------------ | ------------------------------------------------------------------------ |
|                                                                          | 妻子們的戰爭（第1－42集） （2010年10月4日－2010年12月7日）               |                                                                          |
| 神話織女 （2010年9月8日－2010年10月1日）                                 | 歡喜婆婆俏媳婦 （2010年12月8日－2011年1月4日）                           |                                                                          |
| 每週一至週四 16:00 - 17:00                                               |                                                                          |                                                                          |
| 台灣大明星                                                               | 妻子們的戰爭（第43－63集） （2010年12月8日－2011年1月12日）              | 神奇寶貝鑽石&珍珠 （2011年1月13日－2010年2月7日）                        |